# Passerida
Passerida (лат.) — инфраотряд воробьинообразных птиц, входящий в состав подотряда певчих воробьиных (Passeri). Объединяет несколько десятков семейств, традиционно принадлежащих 3 надсемействам: Muscicapoidea, Sylvioidea и Passeroidea.

## Классификация
Надсемейство Muscicapoidea включает в себя менее 10 семейств (положение некоторых из них находится под сомнением):
- Семейство Bombycillidae — Свиристелевые
- Семейство Cinclidae — Оляпковые
- Семейство Mimidae — Пересмешниковые
- Семейство Muscicapidae — Мухоловковые
- Семейство Paridae — Синицевые[3]
- Семейство Sturnidae — Скворцовые (объединён с Regulidae[3])
- Семейство Turdidae — Дроздовые

Надсемейство Sylvioidea состоит из 23 семейств:
- Семейство Acrocephalidae — Камышовковые
- Семейство Aegithalidae — Длиннохвостые синицы
- Семейство Alaudidae — Жаворонковые
- Семейство Bernieridae
- Семейство Cettiidae
- Семейство Cisticolidae — Цистиколовые
- Семейство Donacobiidae
- Семейство Erythrocercidae
- Семейство Hirundinidae — Ласточковые
- Семейство Hyliidae
- Семейство Leiothrichidae — Комичные тимелии
- Семейство Locustellidae — Сверчковые
- Семейство Macrosphenidae — Африканские славки
- Семейство Nicatoridae
- Семейство Panuridae — Усатые синицы
- Семейство Pellorneidae — Земляные тимелии
- Семейство Pnoepygidae
- Семейство Phylloscopidae — Пеночковые
- Семейство Pycnonotidae — Бюльбюлевые
- Семейство Scotocercidae — Скотоцерковые
- Семейство Sylviidae — Славковые
- Семейство Timaliidae — Тимелиевые
- Семейство Zosteropidae — Белоглазковые

Надсемейство Passeroidea объединяет около 17 семейств:
- Семейство Calcariidae — Подорожниковые
- Семейство Cardinalidae — Кардиналовые
- Семейство Emberizidae — Овсянковые
- Семейство Estrildidae — Вьюрковые ткачики
- Семейство Fringillidae — Вьюрковые
- Семейство Icteridae — Трупиаловые
- Семейство Nectariniidae — Нектарницевые
- Семейство Modulatricidae
- Семейство Motacillidae — Трясогузковые
- Семейство Parulidae — Древесницевые
- Семейство Passeridae — Воробьиные
- Семейство Peucedramidae
- Семейство Ploceidae — Ткачиковые
- Семейство Prunellidae — Завирушковые
- Семейство Thraupidae — Танагровые
- Семейство Urocynchramidae
- Семейство Viduidae — Вдовушковые